# Аугуст Хайнрих Хофман фон Фалерслебен
Аугуст Хайнрих Хофман фон Фалерслебен (на немски: August Heinrich Hoffmann von Fallersleben), по-известен като Хофман фон Фалерслебен, е немски поет, романист и филолог, важен участник в движението „Млада Германия“.

## Биография
Хофман фон Фалерслебен е роден в стария град Фалерслебен, курфюрство Брауншвайг-Люнебург, Долна Саксония. По късно градът е присъединен към Волфсбург.
Син на търговец и кмет на родния си град, Хофман се обучава в класическите гимназии на Хелмщет и Брауншвайг. После следва в университетите на Гьотинген и Бон. Първоначалното му намерение е да изучава теология, но скоро – след запознанството си с германиста Якоб Грим – се посвещава изцяло на литературата.
През 1821 г. Хофман напуска Бон и се мести в Берлин, за да стане библиотекар. Там се запознава с поетите Аделберт фон Шамисо, Лудвиг Уланд и др. През 1823 г. е назначен за попечител на университетската библиотека в Бреслау, където заема длъжността до 1838 г. През 1830 г. е избран за извънреден професор по немски език и литература в този университет, а през 1835 г. става редовен професор.
През 1840 и 1841 г. излиза стихосбирката му „Неполитически песни“ (Unpolitische Lieder) в две части, съдържащи общо 290 стихотворения. Високият тираж предизвиква голямо търсене на книгите. По време на едно пътуване през 1841 г. дотогава английския курортен остров Хелголанд Хофман съчинява, станала впоследствие прочута, „Песента на немците“ (Das Lied der Deutschen) – (третата строфа днес е Химн на Германия).
От особен интерес за Хофман е старонидерландският език. Ученият извършва осем пътувания в Холандия и Фландрия, при което създава научната дисциплина нидерландска филология и става почетен доктор на Лайденския университет.
Поради застъпничеството си за единна Германия и либералното си поведение, намерило израз в „Неполитически песни“, през 1842 г. пруското правителство му отнема професурата без право на пенсия. Обвинен е в „политически подстрекателни позиции и тенденции“. Една година по-късно го лишават от пруско гражданство и го изгонват от страната. Това става повратна точка в живота на Хофман – той поема пътя на изгнанието. Пътува из Германия, Швейцария и Италия, но намира подкрепа от политически приятели в Мекленбург, където живее три години. Непрекъснато шпиониран от полицията, Хофман 39 пъти е изселван, при това три пъти от родния му град Фалерслебен.
Като повечето поети от движението „Млада Германия“ Хофман не желае политически преврат. Стреми се много повече към създаването на ново, либерално общество, в което да не се налагат авторитетите. За него политиката е само една област наред с други като морал, религия и естетика. Затова не взима активно участие в „Мартенската революция“ през 1848 г.
Съгласно един закон за амнистия Хофман е реабилитиран и получава като пенсия известна сума, която да му бъде изплатена на пруска територия, но не му връщат професорското място.
Хофман се жени през 1849 г. и през следващите десет години живее първо в Бингербрюк, след това в Нойвид, а накрая във Ваймар, където през 1854 г. се запознава с композитора Ференц Лист. През 1860 г. семейството се пренася в Корвей. Там с препоръка на Лист е назначен за библиотекар в Княжеската библиотека на Виктор I, херцог на Ратибор.
Аугуст Хайнрих Хофман умира през 1874 г. от сърдечен удар на 75-годишна възраст в двореца Корвей. В присъствието на стотици опечалени е погребан до съпругата си в малкото гробище на някогашната абатска църква в Корвей.
В памет на поета Дружество Хофман фон Фалерслебен във Волфсбург учредява през 1999 г. международната литературна награда „Хофман фон Фалерслебен“.